# Entandrophragma
Entandrophragma C.DC., 1894 è un genere di alberi della famiglia delle Meliacee, diffuso nell'Africa tropicale.
Alcune specie del genere forniscono legnami pregiati di largo impiego.

## Descrizione
Le specie più imponenti possono raggiungere i 50–60 m d'altezza e un diametro del tronco fino a 2 metri. Le foglie pennate presentano da 5 a 9 paia di foglioline acuminate lunghe fino 8-10 centimetri. Produce infiorescenze a grappolo con piccoli fiori a cinque petali giallastri (lunghi circa mm 2) e dieci stami. Il frutto è una capsula formata da cinque spicchi contenenti a loro volta numerosi semi alati.

## Tassonomia
Il genere comprende le seguenti specie:
- Entandrophragma angolense (Welw.) C.DC. - tiama
- Entandrophragma bussei Harms ex Engl.
- Entandrophragma candollei Harms - kosipo
- Entandrophragma caudatum (Sprague) Sprague
- Entandrophragma congoense (Pierre ex De Wild.) A.Chev.
- Entandrophragma cylindricum (Sprague) Sprague - sapelli
- Entandrophragma delevoyi De Wild.
- Entandrophragma excelsum (Dawe & Sprague) Sprague
- Entandrophragma palustre Staner
- Entandrophragma spicatum (C.DC.) Sprague
- Entandrophragma utile (Dawe & Sprague) Sprague - sipo

## Usi

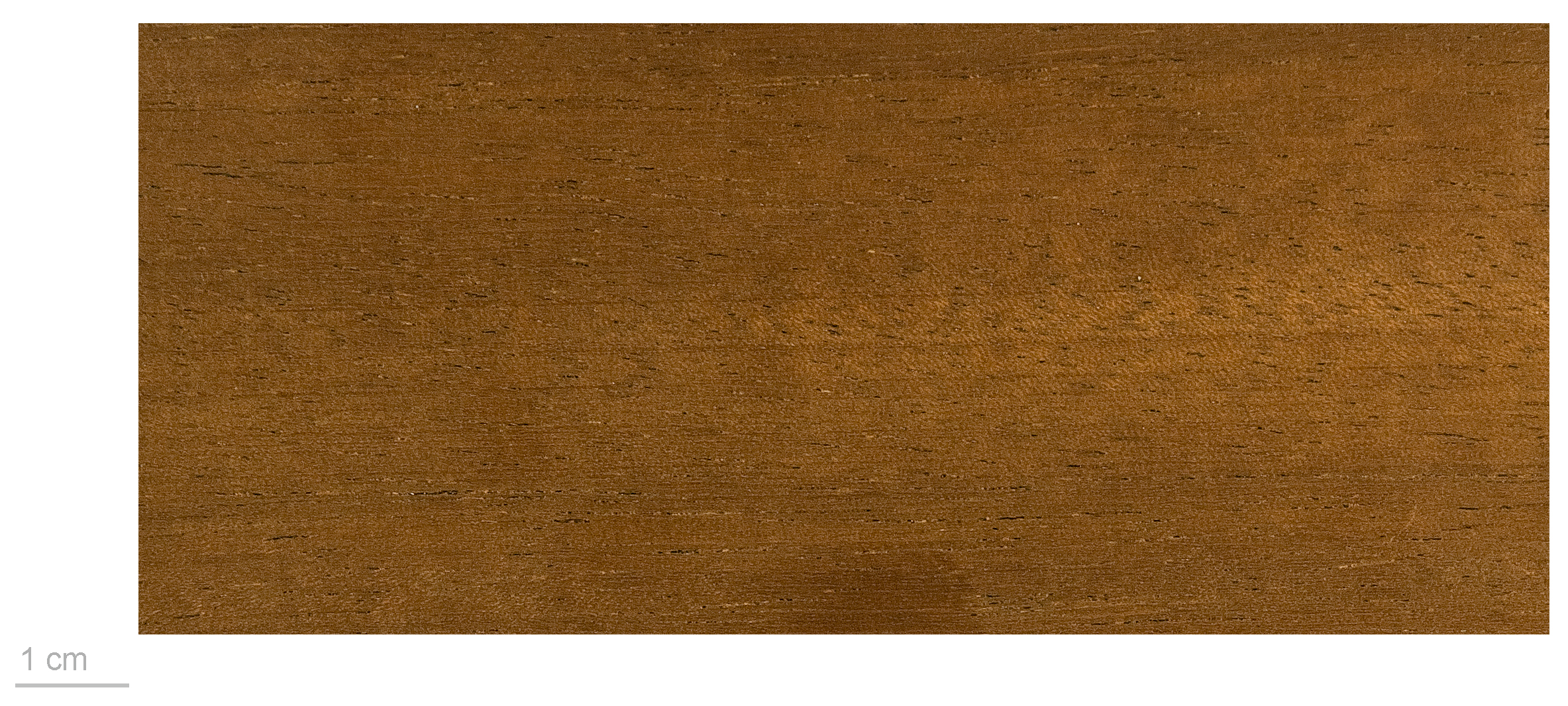
Legname di Entandrophragma candollei

Nel commercio del legno di tutte queste quattro specie citate viene spesso aggiunto il termine mogano al nome (mogano sapelli, mogano sipo, ecc.).